# 磅遜灣
深府灣是柬埔寨西南部的一個海灣，靠近越南富國島海域。海灣的水很深，灣口有群島阻擋風浪，是柬埔寨重要的深水良港。海岸邊生長有紅樹林。